# Glyphodes duplicalis
Glyphodes duplicalis is een vlinder uit de familie van de grasmotten (Crambidae), uit de onderfamilie van de Spilomelinae. De wetenschappelijke naam van deze soort is voor het eerst voorgesteld door Hiroshi Inoue, Eugene Gordon Munroe en Akira Mutuura in een publicatie uit 1981.
De soort komt voor in China (Hainan) en Japan.
1. ↑  X.-L. Wei, J.-P. Wan & X.-C. Du (2018). Fauna of Spilomelinae from Wuzhi Mountain Nature Reserve, Hainan Island, China (Lepidoptera: Pyraloidea, Crambidae). SHILAP Revista de Lepidopterología, vol. 46, no. 181, pp. 19-26, 2018.